# Escut de Galícia
L'escut de Galícia és un dels símbols de Galícia. Apareix descrit a la llei 5/1984, de 29 de maig, Llei dels símbols de Galícia, que també regula el seu ús a la comunitat autònoma.
L'escut reial es basa en les armes de l'antic Regne de Galícia. El calze (Sant Grial) és la figura heràldica més antiga que representa a Galícia. Es té constància de la seva existència des del segle xiii.

## Heràldica

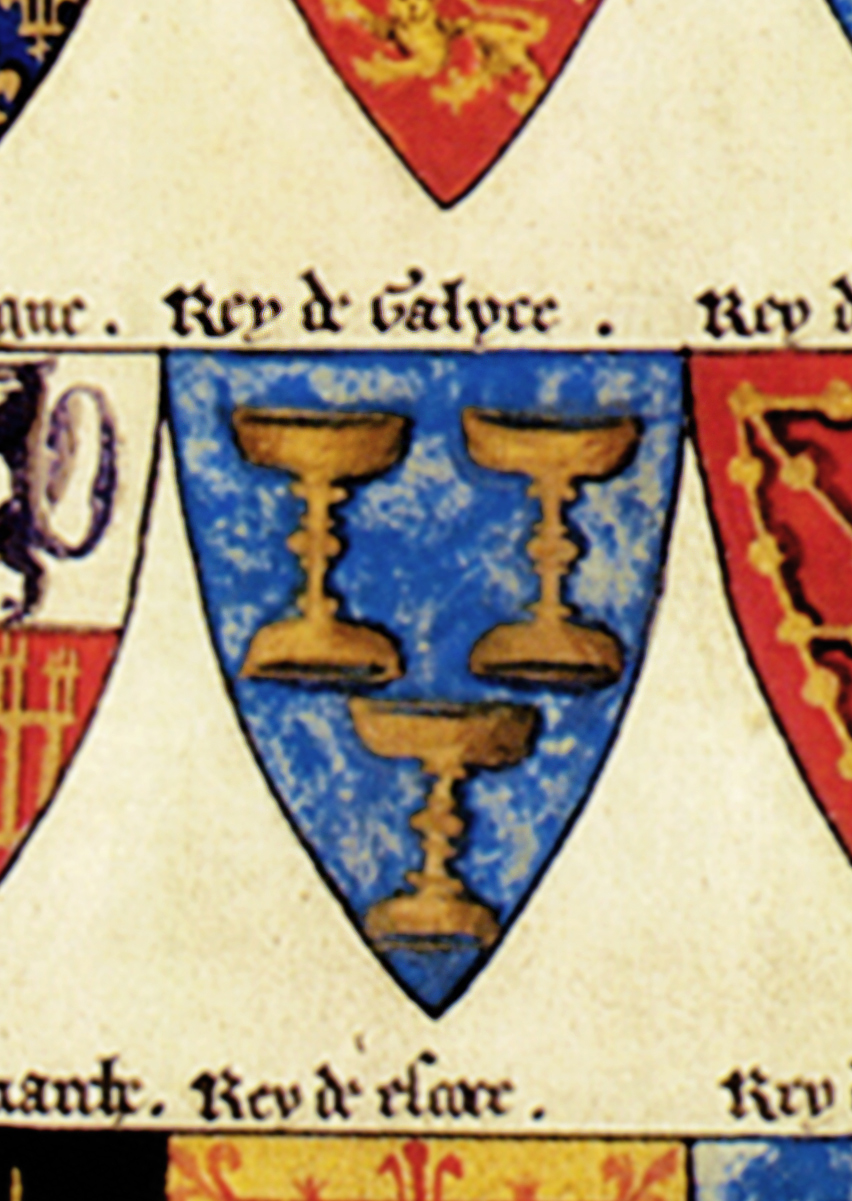
Escut del Rei de Galyce al Armorial Segar, any 1282.

L'escut de Galícia porta, en camp d'atzur, un calze d'or sumat d'una hòstia de plata, i acompanyat de set creus retallades del mateix metall, tres a cada costat i una al centre del cap.
El timbre, corona reial, folrada de gules, o vermell, tancada, que és un cercle d'or, encastat de pedres precioses, compost de vuit flors de fulles d'acant, visibles cinc, interpolades de perles i de cadascuna de les seves fulles surten cinc diademes sumades de perles que convergeixen en un món atzur, amb el semimeridià i l'equador d'or, sumat de creu d'or.
El motiu que l'escut contingui set creus es correspon amb l'anterior divisió provincial dels territoris gallecs de l'antic Regne de Galícia. Les set províncies eren: Santiago, Betanzos, Mondoñedo, Tui, Lugo, Ourense i la Corunya (aquestes tres últimes d'igual nom que les actuals, encara que no amb els mateixos límits). A cada antic territori li corresponia una creu. El sant grial al centre, representa el privilegi excepcional de la catedral de Lugo de mostrar públicament l'hòstia o cos de Crist. Cal tenir en compte que les primeres representacions contenien un nombre variable de creus que amb el temps va ser fixat en set.